# شهرستان آسمات
شهرستان آسمات یک منطقهٔ مسکونی در اریتره است که در منطقه آنسبا واقع شده‌است.